# Mario Delač
Mario Delač (Zagreb, 15. ožujka 1985.), hrvatski plivač.
Nastupio je na Olimpijskim igrama 2004. Na 200 metara slobodno osvojio je 54. mjesto, a u štafeti 4 x 100 metara slobodno bio je 13.
Na europskom prvenstvu u kratkim bazenima 2009. godine je osvojio srebrnu medalju u štafeti 4 x 50 metaraa slobodno.
Bio je član zagrebačke Mladosti.